# Alexandra Lamy
Alexandra Paulette Mathilde Lamy (* 14. Oktober 1971 in Alès, Département Gard) ist eine französische Theater- und Filmschauspielerin.

## Leben
Ab 1990 nahm Alexandra Lamy Unterricht am Konservatorium von Nîmes und der Pariser Schauspielschule Cours Florent. Danach trat sie zunächst am Theater auf. Ihre erste Filmrolle hatte sie 1995 in einem Werbespot von Patrice Leconte. Bekannt wurde sie in Frankreich durch die französische Adaption der kanadischen Sitcom Un gars, une fille. Lamy und Jean Dujardin spielten darin das Paar Alexandra (Chouchou) und Jean (Loulou) in Szenen des Alltags. Von Un gars, une fille wurden zwischen 1999 und 2003 auf France 2 insgesamt 486 Folgen ausgestrahlt.
2002 war Lamy zusammen mit Steeve de Paz und Jean Dujardin mit dem Titel C’est aussi pour ça … qu’on s’aime! in den französischen und belgischen Charts vertreten. Neben ihren Filmauftritten spielte sie weiterhin Theater, unter anderem am Théâtre de Paris. Ferner arbeitet sie als Synchronsprecherin, unter anderem ist sie die französische Stimme von Rose McGowan.

## Privatleben

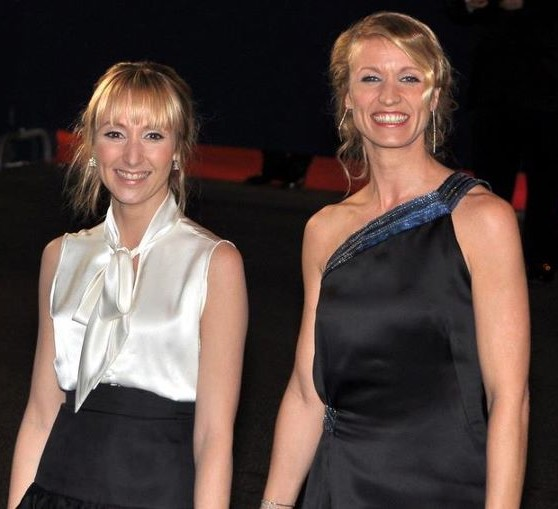
Alexandra Lamy (rechts) 2012 bei der 37. Verleihung des César mit ihrer Schwester Audrey Lamy

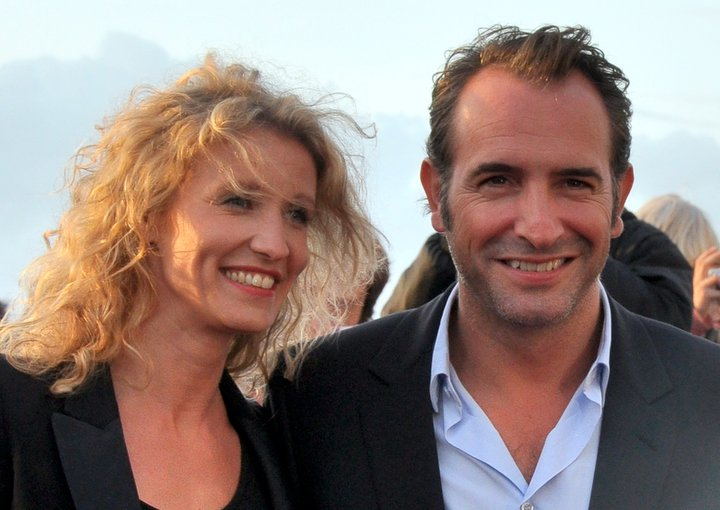
Lamy mit Jean Dujardin, 2011

Lamys Schwester ist die Schauspielerin Audrey Lamy. Aus der Beziehung mit dem Schweizer Schauspieler Thomas Jouannet hat Alexandra Lamy die Tochter Chloé Jouannet (* 1997). Von 2003 bis 2013 war Lamy mit Jean Dujardin, ihrem Filmpartner aus der Serie Un gars, une fille und dem Film Brice de Nice, liiert. Am 25. Juli 2009 heirateten Lamy und Dujardin in Anduze; im November 2013 trennten sie sich. Lamy lebte anschließend mehrere Jahre mit ihrer Tochter Chloé in London und kehrte 2019 nach Paris zurück.)

## Filmografie (Auswahl)
- 1997: Un malade en or (TV-Film)
- 1999: Mes amis
- 1999: Une femme d’honneur (TV-Serie, 1 Folge)
- 1999–2003: Un gars, une fille (TV-Serie)
- 2003: Rien que du bonheur
- 2003: Livraison à domicile
- 2005: L’antidote
- 2005: Cool Waves – Brice de Nice (Brice de Nice)
- 2005: Vive la vie
- 2006: Lucas, der Ameisenschreck (The Ant Bully)
- 2007: Cherche fiancé tous frais payés
- 2008: Modern Love
- 2009: Ricky – Wunder geschehen (Ricky)
- 2009: Lucky Luke
- 2012: Possessions
- 2012: Männer und die Frauen (Les infidèles)
- 2012: L’oncle Charles
- 2012: J’enrage de son absence
- 2013: Mit ganzer Kraft (De toutes nos forces)
- 2015: Plötzlich wieder jung – Zurück in die 80er (Bis)
- 2015: Keine zweite Chance (Une chance de trop) (TV-Miniserie, sechs Folgen)
- 2016: Willkommen im Hotel Mama (Retour chez ma mère)
- 2016: Vincent
- 2017: Ein Verlobter zu viel (L’embarras du choix)
- 2017: Elle s’appelle Alice Guy
- 2017: Nos patriotes
- 2018: Liebe bringt alles ins Rollen (Tout le monde debout)
- 2018: Le poulain
- 2019: Chamboultout
- 2019: Convoi exceptionnel
- 2020: Belle Fille – Plötzlich Schwiegertochter (Belle fille)
- 2021: Madame Annie und ihre Familie (Le test)
- 2021: Mamma ante Portas (Un tour chez ma fille)
- 2023: LOL, qui rit, sort! (TV-Serie, 6 Folgen)
- 2023: Alibi.com 2
- 2023: Zodi & Tehu, frères du désert
- 2023: Das Zimmer der Wunder (La chambre des merveilles)
- 2023: Mord auf dem Rummel (Killer Coaster, TV-Serie, 6 Folgen)
- 2024: Louise und die Schule der Freiheit (Louise Violet)
- 2024: The Green Deal (La promesse verte)
- 2025: Moon le panda

## Theater
- 1995: Le portefeuille von Pierre Sauvil und Éric Assous, Regie: Jean-Luc Moreau, Théâtre Saint-Georges
- 1996: Ciel ma mère von Clive Exton, Regie: Jean-Luc Moreau, Théâtre de la Michodière
- 2003: Théorbe von Christian Siméon, Regie: Didier Long, Petit Théâtre de Paris
- 2006: Deux sur la balançoire von William Gibson, Regie: Bernard Murat, mit Jean Dujardin, Théâtre Édouard VII
- 2009: Ada: l’argent des autres von Jerry Sterner, Regie: Daniel Benoin, Théâtre national de Nice
- 2010: Le rattachement de Nice in Alt-Nizza
- 2011: L’amour, la mode, les fringues, Théâtre Marigny

## Auszeichnungen
- 2017: Preis in der Kategorie Beste Darstellerin beim Festival international du film de comédie de l’Alpe d’Huez für Ein Verlobter zu viel
- 2017: Nominierung für den Ensor in der Kategorie Beste Darstellerin beim Filmfestival Oostende für Vincent
- 2019: Globe de Cristal in der Kategorie Beste Darstellerin – Komödie für Liebe bringt alles ins Rollen